# جورج پولاک، بارونت اول
جورج پولاک، بارونت اول (انگلیسی: Sir George Pollock, 1st Baronet؛ ۴ ژوئن ۱۷۸۶ – ۶ اکتبر ۱۸۷۲) فرد نظامی اهل پادشاهی متحد بریتانیای کبیر و ایرلند بود. وی همچنین برندهٔ جوایزی همچون نشان حمام شده‌است.